# 徐昌积宅
徐昌积宅，位于中华人民共和国浙江省台州市黄岩区东城街道，是浙江省省级文物保护单位之一。
2017年1月19日，徐昌积宅被列入第七批浙江省文物保护单位，该文物保护单位是一座古建筑。